# Slim Aarons
Slim Aarons, nacido George Allen Aarons (29 de octubre de 1916, Manhattan - 29 de mayo de 2006, Montrose, New York) fue un fotógrafo estadounidense destacado por sus fotografías a la alta sociedad y a las celebridades europeas y americanas desde los años 50 hasta finales de los 70.

## Biografía
A los 18 años de edad, Aaron se alistó en el ejército de los Estados Unidos., donde trabajó como fotógrafo en West Point y más tarde como fotógrafo de combate durante la Segunda Guerra Mundial. Finalizada la guerra se instaló en California donde comenzó a fotografiar celebridades. En 1957 realizó una de sus fotografías más conocidas, Los reyes de Hollywood, imagen en la que aparecen Clark Gable, Van Heflin, Gary Cooper y James Stewart tomando unas copas de forma relajada. Trabajó para las mejores revistas de la época, Harper's Bazaar, Vogue y Travel & Leisure entre otras. Su forma de vivir y trabajar inspiró a Alfred Hitchcock en La Ventana Indiscreta.
Murió en el 2006 y fue enterrado en el cementerio de Mount Auburn en Cambridge, Massachusetts.

## Libros fotográficos
- Un tiempo maravilloso: Un retrato íntimo de la buena vida (1974)
- Slim Aarons: Once Upon a Time (2003) Slim Aarons: Once Upon a Time (2003)
- Slim Aarons: A Place In the Sun (2005) Slim Aarons: Un lugar en el sol (2005)
- Poolside with Slim Aarons (2007) Junto a la piscina con Slim Aarons (2007)